# Herguijuela de Ciudad Rodrigo
Herguijuela de Ciudad Rodrigo – gmina w Hiszpanii, w prowincji Salamanka, w Kastylii i León, o powierzchni 23,41 km². W 2011 roku gmina liczyła 96 mieszkańców.